# Przedsiębiorstwo holokaust

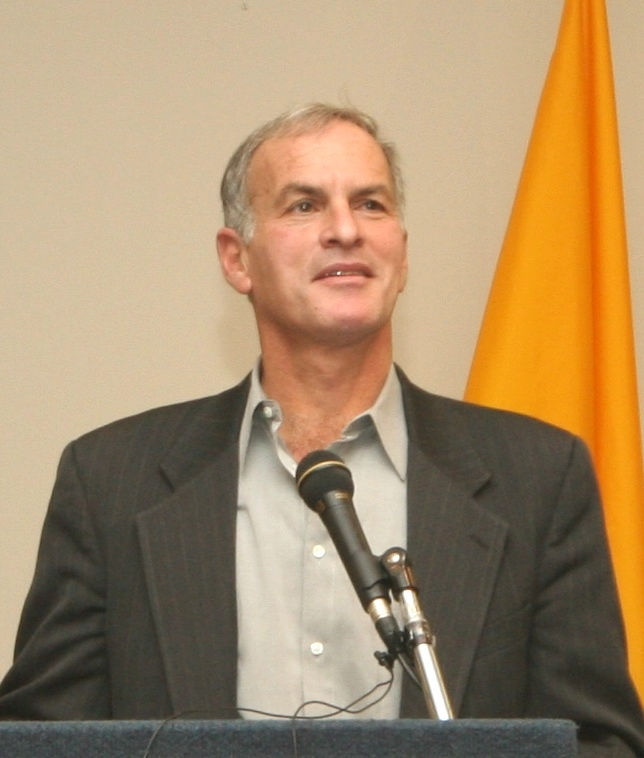
Norman Finkelstein

Przedsiębiorstwo holokaust (ang. The Holocaust Industry: Reflections on the Exploitation of Jewish Suffering) – książka napisana przez amerykańskiego historyka żydowskiego pochodzenia Normana Finkelsteina.
Autor przedstawia w niej pogląd, że istnieją osoby i organizacje, które wykorzystują tragedię Holokaustu do celów politycznych oraz własnych korzyści majątkowych. Poddaje także krytyce nadawanie temu wydarzeniu szczególnej roli w historii ludzkości, posługując się argumentem, że chociaż było ono bardzo tragiczne, nie było to ani największe ludobójstwo, ani też jedyna próba planowego wyniszczenia całego narodu w dziejach świata.
- Wydanie angielskie: ISBN 1-85984-488-X.
- Wydanie polskie: Norman G. Finkelstein, Przedsiębiorstwo holokaust. Oficyna Wydawnicza Volumen, Warszawa 2001, s. 202. ISBN 83-7233-106-5.